# アダム・アンケンブラント

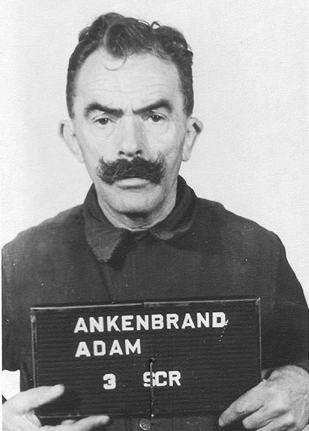
アダム・アンケンブラント（1947年4月）

アダム・アンケンブラント（ドイツ語: Adam Ankenbrand, 1887年11月10日 - 1948年11月19日）は、ドイツの軍人。親衛隊(SS)の隊員として、グーゼン＝マウトハウゼン強制収容所やブーヘンヴァルト強制収容所に勤務した。最終階級は親衛隊伍長。
単純労働者として生計を立てていたアンケンブラントは1942年2月9日にドイツ国防軍に入隊し、1944年6月には武装親衛隊に身分を移した。その後はグーゼン＝マウトハウゼンやブーヘンヴァルトに看守として勤務する。シュリーベン強制収容所からテレージエンシュタットへの「死の行進」にも関与している。
敗戦後、ダッハウ裁判にて被告の1人として、戦争犯罪および収容者に対する犯罪に関して起訴を受けた。これによれば、彼は複数のポーランド系ユダヤ人およびハンガリー系ユダヤ人を殺害したとされ、軍需工場で爆発が起こった際には逃げようとする囚人らを射殺したという。またテレージエンシュタットへの行進の際にも空腹のあまり雑草を食べようと列を離れた囚人6名を射殺したとされる。
アンケンブラントは全ての罪について有罪とされ、1948年11月19日にはランツベルク戦犯収容所にて絞首刑に処された。